# Rally van Griekenland 2007
De Rally van Griekenland 2007, formeel 54th BP Ultimate Acropolis Rally of Greece, was de 54e editie van de Rally van Griekenland en de achtste ronde van het wereldkampioenschap rally in 2007. Het was de 431e rally in het wereldkampioenschap rally die georganiseerd wordt door de Fédération Internationale de l'Automobile (FIA). De start en finish was in Markopoulo.

## Programma
| Etappe | Datum                              | Klassementsproeven | Competitieve afstand |
| ------ | ---------------------------------- | ------------------ | -------------------- |
| 1      | Donderdag 31 mei en vrijdag 1 juni | 9                  | 120,86 kilometer     |
| 2      | Zaterdag 2 juni                    | 8                  | 146,08 kilometer     |
| 3      | Zondag 3 juni                      | 6                  | 90,38 kilometer      |
|        |                                    |                    |                      |
| Totaal | Totaal                             | 23                 | 357,32 kilometer     |

## Resultaten
| Algemene top tien | Algemene top tien | Algemene top tien     | Algemene top tien             | Algemene top tien | Algemene top tien | Algemene top tien  | Algemene top tien  |
| Pos.              | #                 | Rijder                | Auto                          | Gr/kl             | Tijd              | Eerste             | Punten             |
| Pos.              | #                 | Navigator             | Inschrijving                  | C                 | Straftijd         | Vorige             | Punten             |
| ----------------- | ----------------- | --------------------- | ----------------------------- | ----------------- | ----------------- | ------------------ | ------------------ |
| 1.                | 3                 | Marcus Grönholm       | Ford Focus RS WRC 06          | A8                | 3:49:22,6         | 0:00               | 10                 |
| 1.                | 3                 | Timo Rautiainen       | BP Ford World Rally Team      | C                 |                   | =                  | 10                 |
| 2.                | 1                 | Sébastien Loeb        | Citroën C4 WRC                | A8                | 3:50:01,2         | + 38,6             | 8                  |
| 2.                | 1                 | Daniel Elena          | Citroën Total WRT             | C                 |                   | + 38,6             | 8                  |
| 3.                | 7                 | Petter Solberg        | Subaru Impreza S12B WRC 07    | A8                | 3:50:56,7         | + 1:34,1           | 6                  |
| 3.                | 7                 | Phil Mills            | Subaru World Rally Team       | C                 |                   | + 55,5             | 6                  |
| 4.                | 4                 | Mikko Hirvonen        | Ford Focus RS WRC 06          | A8                | 3:52:03,9         | + 2:41,3           | 5                  |
| 4.                | 4                 | Jarmo Lehtinen        | BP Ford World Rally Team      | C                 |                   | + 1:07,2           | 5                  |
| 5.                | 10                | Henning Solberg       | Ford Focus RS WRC 06          | A8                | 3:54:15,3         | + 4:52,7           | 4                  |
| 5.                | 10                | Cato Menkerud         | Stobart VK Ford Rally Team    | C                 | 0:10              | + 34,8             | 4                  |
| 6.                | 8                 | Chris Atkinson        | Subaru Impreza S12B WRC 07    | A8                | 3:55:54,3         | + 6:31,7           | 3                  |
| 6.                | 8                 | Stéphane Prévot       | Subaru World Rally Team       | C                 |                   | + 1:39,0           | 3                  |
| 7.                | 19                | Jan Kopecký           | Škoda Fabia WRC               | A8                | 3:57:38,4         | + 8:15,8           | 2                  |
| 7.                | 19                | Filip Schovánek       | Czech Rally Team Kopecký      | A8                |                   | + 1:44,1           | 2                  |
| 8.                | 5                 | Manfred Stohl         | Citroën Xsara WRC             | A8                | 3:58:18,8         | + 8:56,2           | 1                  |
| 8.                | 5                 | Ilka Minor            | OMV Kronos Citroën WRT        | C                 |                   | + 40,4             | 1                  |
| 9.                | 18                | Guy Wilks             | Ford Focus RS WRC 04          | A8                | 3:59:15,8         | + 9:53,2           |                    |
| 9.                | 18                | Phil Pugh             | Ramsport                      | A8                |                   | + 57,0             |                    |
| 10.               | 16                | Matthew Wilson        | Ford Focus RS WRC 06          | A8                | 4:00:02,2         | + 10:39,6          |                    |
| 10.               | 16                | Michael Orr           | Stobart VK Ford Rally Team    | A8                |                   | + 46,4             |                    |
| DNF top tien      |                   |                       |                               |                   |                   |                    |                    |
| Pos.              | #                 | Rijder                | Auto                          | Gr/kl             | KP                | Reden              | Reden              |
| Pos.              | #                 | Navigator             | Inschrijving                  | C                 | KP                | Reden              | Reden              |
| DNF               | 17                | François Duval        | Škoda Fabia WRC               | A8                | 5                 | Oververhitte motor | Oververhitte motor |
| DNF               | 17                | Jean-François Elst    | First Motorsport              | A8                | 5                 | Oververhitte motor | Oververhitte motor |
| DNF               | 32                | Stuart Jones          | Mitsubishi Lancer Evo IX      | N4                | 2                 | Versnellingsbak    | Versnellingsbak    |
| DNF               | 32                | Craig Parry           | Stuart Jones                  | N4                | 2                 | Versnellingsbak    | Versnellingsbak    |
| DNF               | 36                | Juho Hänninen         | Mitsubishi Lancer Evo IX      | N4                | 19                | Remmen             | Remmen             |
| DNF               | 36                | Mikko Markkula        | RRE Sports                    | N4                | 19                | Remmen             | Remmen             |
| DNF               | 37                | Spyros Pavlides       | Subaru Impreza WRX STi        | N4                | 16                | Wielophanging      | Wielophanging      |
| DNF               | 37                | Denis Giraudet        | Syms Rally Team               | N4                | 16                | Wielophanging      | Wielophanging      |
| DNF               | 38                | Kristian Sohlberg     | Subaru Impreza WRX STi        | N4                | 13                | Aandrijfas         | Aandrijfas         |
| DNF               | 38                | Risto Pietiläinen     | Syms Rally Team               | N4                | 13                | Aandrijfas         | Aandrijfas         |
| DNF               | 41                | Leszek Kuzaj          | Subaru Impreza WRX STi        | N4                | 14                | Ongeluk            | Ongeluk            |
| DNF               | 41                | Jarosław Baran        | Subaru Poland Rally Team      | N4                | 14                | Ongeluk            | Ongeluk            |
| DNF               | 46                | Armindo Araújo        | Mitsubishi Lancer Evo IX      | N4                | 21                | Motor              | Motor              |
| DNF               | 46                | Miguel Ramalho        | Mitsubishi Motors de Portugal | N4                | 21                | Motor              | Motor              |
| DNF               | 50                | Patrik Flodin         | Subaru Impreza WRX STi        | N4                | 3                 | Ongeluk            | Ongeluk            |
| DNF               | 50                | Maria Andersson       | Rally Team Olsbergs           | N4                | 3                 | Ongeluk            | Ongeluk            |
| DNF               | 62                | Manos Stefanis        | Mitsubishi Lancer Evo VIII    | N4                | 2                 | Mechanisch         | Mechanisch         |
| DNF               | 62                | Konstantinos Stefanis | Manos Stefanis                | N4                | 2                 | Mechanisch         | Mechanisch         |
| DNF               | 68                | Dimitris Nassoulas    | Mitsubishi Lancer Evo IX      | N4                | 14                | Turbo              | Turbo              |
| DNF               | 68                | Mihalis Patrikoussis  | Dimitris Nassoulas            | N4                | 14                | Turbo              | Turbo              |

| PWRC top drie | PWRC top drie  | PWRC top drie |
| Pos.          | Rijder         | Pnt.          |
| ------------- | -------------- | ------------- |
| 1             | Toshi Arai     | 10            |
| 2             | Andreas Aigner | 8             |
| 3             | Mirco Baldacci | 6             |

## Statistieken
| Etappe | Datum  | KP | Starttijd | Naam                              | Lengte   | Snelste rijder     | Tijd          | Gem. snelheid | Rallyleider     |
| ------ | ------ | -- | --------- | --------------------------------- | -------- | ------------------ | ------------- | ------------- | --------------- |
| 1      | 31 mei | 1  | 19:00     | SSS Hippodrome 1                  | 3,20 km  | Mikko Hirvonen     | 2:50,8        | 67,45 km/u    | Mikko Hirvonen  |
| 1      | 1 juni | 2  | 9:13      | Schimatari 1                      | 11,57 km | Marcus Grönholm    | 10:17,6       | 67,44 km/u    | Marcus Grönholm |
| 1      | 1 juni | 3  | 10:01     | Thiva 1                           | 23,76 km | Chris Atkinson     | 16:39,0       | 85,62 km/u    | Chris Atkinson  |
| 1      | 1 juni | 4  | 11:17     | Agia Sotira 1                     | 15,20 km | Chris Atkinson     | 9:39,4        | 94,44 km/u    | Chris Atkinson  |
| 1      | 1 juni | 5  | 12:40     | Olympic Properties (Markopoulo) 1 | 5,16 km  | Petter Solberg     | 3:33,7        | 86,93 km/u    | Chris Atkinson  |
| 1      | 1 juni | 6  | 14:55     | Schimatari 2                      | 11,57 km | Marcus Grönholm    | 10:10,1       | 68,27 km/u    | Chris Atkinson  |
| 1      | 1 juni | 7  | 15:43     | Thiva 2                           | 23,76 km | Daniel Sordo       | 16:13,2       | 87,89 km/u    | Marcus Grönholm |
| 1      | 1 juni | 8  | 16:59     | Agia Sotira 2                     | 15,20 km | Sébastien Loeb     | 9:25,6        | 96,75 km/u    | Marcus Grönholm |
| 1      | 1 juni | 9  | 18:12     | Imittos 1                         | 11,44 km | Neutralisatie      | Neutralisatie | Neutralisatie | Marcus Grönholm |
|        |        |    |           |                                   |          |                    |               |               | Marcus Grönholm |
| 2      | 2 juni | 10 | 9:03      | Agii Theodori 1                   | 48,88 km | Marcus Grönholm    | 32:47,9       | 89,42 km/u    | Marcus Grönholm |
| 2      | 2 juni | 11 | 10:36     | Loutraki 1                        | 9,18 km  | Sébastien Loeb     | 7:21,1        | 74,92 km/u    | Marcus Grönholm |
| 2      | 2 juni | 12 | 11:41     | Agia Triada 1                     | 10,80 km | Petter Solberg     | 7:24,5        | 87,47 km/u    | Marcus Grönholm |
| 2      | 2 juni | 13 | 12:54     | Olympic Properties (Markopoulo) 2 | 5,16 km  | Petter Solberg     | 3:23,4        | 91,33 km/u    | Marcus Grönholm |
| 2      | 2 juni | 14 | 15:19     | Agii Theodori 2                   | 48,88 km | Marcus Grönholm    | 32:33,0       | 90,10 km/u    | Marcus Grönholm |
| 2      | 2 juni | 15 | 16:52     | Loutraki 2                        | 9,18 km  | Sébastien Loeb     | 7:14,7        | 76,02 km/u    | Marcus Grönholm |
| 2      | 2 juni | 16 | 17:57     | Agia Triada 2                     | 10,80 km | Sébastien Loeb     | 7:17,2        | 88,93 km/u    | Marcus Grönholm |
| 2      | 2 juni | 17 | 19:17     | SSS Hippodrome 2                  | 3,20 km  | Sébastien Loeb     | 2:52,8        | 66,67 km/u    | Marcus Grönholm |
|        |        |    |           |                                   |          |                    |               |               | Marcus Grönholm |
| 3      | 3 juni | 18 | 7:33      | Avlonas 1                         | 20,00 km | Sébastien Loeb     | 12:05,1       | 99,30 km/u    | Marcus Grönholm |
| 3      | 3 juni | 19 | 8:13      | Assopia 1                         | 17,87 km | Marcus Grönholm    | 10:58,6       | 97,68 km/u    | Marcus Grönholm |
| 3      | 3 juni | 20 | 9:33      | Imittos 2                         | 11,44 km | Neutralisatie      | Neutralisatie | Neutralisatie | Marcus Grönholm |
| 3      | 3 juni | 21 | 12:05     | Avlonas 2                         | 20,00 km | Mikko Hirvonen     | 12:00,0       | 100,00 km/u   | Marcus Grönholm |
| 3      | 3 juni | 22 | 12:45     | Assopia 2                         | 17,87 km | Jari-Matti Latvala | 10:47,8       | 99,31 km/u    | Marcus Grönholm |
| 3      | 3 juni | 23 | 14:30     | SSS Hippodrome 3                  | 3,20 km  | Daniel Sordo       | 2:55,4        | 65,68 km/u    | Marcus Grönholm |

| KP overwinningen   | KP overwinningen |
| Rijder             | Aantal           |
| ------------------ | ---------------- |
| Sébastien Loeb     | 6                |
| Marcus Grönholm    | 5                |
| Petter Solberg     | 3                |
| Chris Atkinson     | 2                |
| Mikko Hirvonen     | 2                |
| Daniel Sordo       | 2                |
| Jari-Matti Latvala | 1                |

## Kampioenschap standen

#### Rijders
|   | Pos. | Rijder          | Pnt. |
| - | ---- | --------------- | ---- |
| = | 1    | Marcus Grönholm | 65   |
| = | 2    | Sébastien Loeb  | 56   |
| = | 3    | Mikko Hirvonen  | 49   |
| = | 4    | Daniel Sordo    | 28   |
| = | 5    | Petter Solberg  | 26   |

#### Constructeurs
|   | Pos. | Constructeur               | Pnt. |
| - | ---- | -------------------------- | ---- |
| = | 1    | BP Ford World Rally Team   | 114  |
| = | 2    | Citroën Total WRT          | 86   |
| 1 | 3    | Subaru World Rally Team    | 43   |
| 1 | 4    | Stobart VK Ford Rally Team | 41   |
| = | 5    | OMV Kronos Citroën WRT     | 27   |

- Noot: Enkel de top 5-posities worden in beide standen weergegeven.